# Slava Marlow
Slava Marlow (стил. під маюскул; укр. Слава Мерлоу; справжнє ім'я Готліб Артем Артемович; нар. 27 жовтня 1999, Новосибірськ, Росія) — російський музичний продюсер, відеоблогер і реп-виконавець. Найбільш відомий спільними роботами з репером Моргенштерном. У лютому 2022 року, після початку повномасштабного вторгнення Росії в Україну, ніяк не засудив країну-агресора, тому його Інстаграм профіль був заблокований на території України.

## Біографія

### Життя і початок музичної кар'єри
Народився 27 жовтня 1999 року в Новосибірську.
27 жовтня 2012 року закінчив музичну школу по класу фортепіано, близько року навчався по класу саксофона.
У 2015 році почав займатися бітмейкингом.
8 серпня 2016 року зареєстрував канал на YouTube.
Першими його роботами стали музичні кліпи «Донат» (2016) та «Король снепчата» (2017).
У 2018 році, відразу після закінчення школи, переїхав у Санкт-Петербург. Там поступив в Інститут кіно і телебачення на факультет екранних мистецтв на спеціальність «Продюсер кіно і телебачення».
У квітні 2019 року спільно з N. Masteroff і Stephan Pie заснував сатиричну музичну групу «Мальчугенг». Цим колективом було випущено два альбоми: «Мій генгам», який за словами колективу був записаний за 12 годин і «Туди-сюди», який також за словами колективу був записаний за один день.
27 липня 2019 випустив альбом Opening під псевдонімом Manny.

### Прихід популярності
11 вересня 2019 року випустив трек і однойменний відеокліп під назвою «Моргенштерн, давай зробимо фіт», в якому запропонував реп-виконавцю Моргенштерну зробити спільний трек. 19 жовтня випустив відео, в якому повідомив, що Алішер відповів йому і запропонував працювати разом.
20 грудня 2019 року вийшла перша робота Моргенштерна, саунд-продюсером якої був Слава. Нею стала композиція «Yung Hefner». У відеокліпі на сингл Алішер повідомив, що робота була записана за дві години і анонсував серію прямих ефірів, під час яких він разом зі Славою протягом тижня будуть працювати над новим альбомом. Трансляції пройшли на каналі Моргенштерна на YouTube з 6 по 12 січня 2020 року, а офіційний реліз альбому відбувся 17 січня 2020 року. Йому було дано назву «Легендарний пил», яку було взято з інтернет-мема що поширився у соціальних мережах після участі Моргенштерна в ютуб-шоу Данила Кашина 30 листопада 2019 року, де музикант поділився тим, що усвідомив, що «всі ми, люди, даремний пил».
27 січня 2020 року був анонсований запис випуску шоу «Вечірній Ургант» з участю Моргенштерна і Слави Мерлоу. 30 січня 2020 року вийшов випуск, в якому Іван Ургант і хлопці записали спільний реп-трек.
12 лютого 2020 року випустив трек «Tik Tok челендж», який став популярним в додатку TikTok. Користувачі соціальної мережі поширили новий тренд під хештегом «ямогувоттаквот». Станом на серпень 2020 року з використанням цього треку було знято понад 700 тисяч відеороликів.
24 липня 2020 року відбулася прем'єра альбому «Король» репера Дави Манукяна, в якому одна з пісень — трек «Чорний бумер», — була спродюсирована Славою.
4 липня 2020 року запропонував реперу Тіматі спродюсувати трек, просуванням якого займеться Моргенштерн. Тіматі погодився з умовою, що кліп буде знятий за його вимогами.
3 серпня 2020 року в інтерв'ю журналу Forbes Слава розповів про те, як він заробив перший мільйон після переїзду в Москву, викладаючи курси з бітмейкінгу.
22 жовтня 2020 року Слава опублікував на своєму каналі на YouTube відео під назвою «Артём», в якому розповів, що його насправді звуть Артем Артемович Готліб, і що невідомі останній рік вимагали у нього великі суми за приховування даної інформації. Він поділився історією зі свого життя, коли його батьки розлучилися і через деякий час він з нерозкритої ним причини не злюбив свого батька. Через це йому перестали подобатися свої прізвище, ім'я та по батькові, після чого він придумав псевдонім Slava Marlow і використовував його замість своїх справжніх ПІБ. В цей же день сольний трек «Снова я напиваюсь» очолив пісенний чарт Apple Music.
23 жовтня 2020 року Слава випустив міні-альбом «Артем», у записі якого взяли участь Моргенштерн і Елджей.
11 березня 2021 року став гостем телепередачі «Вечірній Ургант»
У 2021 році Слава дав інтерв'ю російськомовному авторському інтернет-шоу «вДудь», опублікованому 28 вересня 2021 року на офіційному YouTube-каналі інтернет-шоу.

### Особисте життя
28 вересня 2021 року в інтерв'ю у журналіста і відеоблогера Юрія Дудя зізнався, що закоханий у відеоблогершу Карину Карамбейбі. Пара зустрічалася з лютого 2021 року до січня 2023 року.

## Дискографія

### Студійні альбоми
| Назва | Деталі                                                                                      |
| ----- | ------------------------------------------------------------------------------------------- |
| 20    | - Реліз: 3 листопада 2019 - Лейбл: Music MediaCube - Формат: Цифрове завантаження, стрімінг |
| Тузик | - Реліз: 16 грудня 2022 - Лейбл: незалежний - Формат: Цифрове завантаження , стрімінг       |

### Міні-альбоми
| Назва     | Деталі                                                                                       |
| --------- | -------------------------------------------------------------------------------------------- |
| «Галерея» | - Реліз: 29 вересня 2018 - Формат: Стрімінг                                                  |
| Артем     | - Реліз: 3 листопада 2020 - Лейбл: Music MediaCube - Формат: Цифрове завантаження , стрімінг |

### Сингли

#### В якості провідного виконавця
| Назва                               | Рік  | Альбом              |
| ----------------------------------- | ---- | ------------------- |
| «Дикий захід» (разом з N.Masteroff) | 2019 | позаальбомний сингл |
| «Будь простіше» (разом з Yusha)     | 2019 | позаальбомний сингл |
| «No Problem»                        | 2020 | позаальбомний сингл |
| «Tik Tok челендж»                   | 2020 | позаальбомний сингл |
| «Божевільний»                       | 2020 | позаальбомний сингл |
| «Ти дурепа, пробач»                 | 2020 | позаальбомний сингл |
| «Знову я напиваюсь»                 | 2020 | позаальбомний сингл |